# Жоель Кіассумбуа
Жоель Кіассумбуа (фр. Joël Kiassumbua; нар. 6 квітня 1992, Люцерн, Швейцарія) — швейцарський футболіст, воротар національної збірної Демократичної Республіки Конго та швейцарського клубу «Волен».

## Клубна кар'єра
У дорослому футболі дебютував 2010 року виступами за команду клубу «Люцерн» II, в якій провів один сезон. 
Своєю грою за цю команду привернув увагу представників тренерського штабу клубу «Крієнс», до складу якого на правах оренди приєднався 2011 року. Відіграв за команду з Крієнса наступні жодного сезонів своєї ігрової кар'єри.
2011 року уклав контракт з клубом «Рапперсвіль-Йона», у складі якого провів наступний рік своєї кар'єри гравця. 
До складу клубу «Волен» приєднався 2012 року.

## Виступи за збірні
2006 року дебютував у складі юнацької збірної Швейцарії, взяв участь у 14 іграх на юнацькому рівні.
2015 року дебютував в офіційних матчах у складі національної збірної Демократичної Республіки Конго.
У складі збірної був учасником Кубка африканських націй 2017 року у Габоні.

## Титули і досягнення
- Чемпіон світу (U-17): 2009